# 卡洛特斯 (华盛顿州)
卡洛特斯（英文：Kahlotus），是美国华盛顿州富兰克林县下属的一座城市。根据 2000年美国人口普查，该市有人口214人。根据2010年美国人口普查，该市有人口193人。而2011年估计该市有204人。